# 三星Galaxy A5 (2016)
三星 Galaxy A5 (2016) 是由三星電子製造的一款Android智慧型手機，於2015年12月2日推出，同時推出的還有三星Galaxy A3 (2016)，三星Galaxy A7 (2016)和三星Galaxy A9 (2016)。
這台智慧型手機搭載了Exynos 7580 SoC，由8個ARM Cortex-A53 核心、Mali-T720MP2 GPU、2 GB的記憶體和16 GB內建儲存空間組成，最大可以擴充到128 GB的MicroSD記憶卡，支援雙卡雙待，電池為不可拆卸式2900mAh，支援快充。 另外，中國版SM-A5100為搭載驍龍615的手機版本。

## 技術規格
- 後置攝像頭：1300萬像素 搭配 OIS 光學防手震
- 前置攝像頭：500萬像素
- 內存：2 GB RAM
- 存儲：16 GB
- 電池：2900 mAh
- 尺寸：5.2寸
- 處理器：三星Exynos 7580 / 高通 驍龍 615
- 操作系統：Android 5.1 Lollipop
- 重量：155克
- 螢幕：1080p Full HDSuper AMOLED

## 各國版本
- 歐洲版SM-A510F
- 拉美版SM-A510M
- 中國版SM-A5100
- 台灣版SM-A510Y[4]

- 南亞版SM-A510FD